# Gefecht bei Triesen
Triesen · Hard · Bruderholz · Hallau · Schwaderloh · Frastanz · Calven · Dornach
Das Gefecht bei Triesen wurde am 12. Februar 1499 während des Schwabenkrieges zwischen Truppen des Schwäbischen Bundes und der Schweizerischen Eidgenossenschaft ausgetragen.

## Verlauf
Am 11. Februar vertrieben die Eidgenossen und die Bündner die schwäbischen Bundestruppen vom St. Luzisteig und aus Maienfeld und stiessen ins heutige Fürstentum Liechtenstein vor. In der Nacht auf den 12. Februar 1499 überquerten 600 eidgenössische Reisläufer den Rhein und griffen die königlichen und schwäbischen Truppen in ihrem Lager zwischen Balzers und Triesen an. Das Hauptheer der Eidgenossen konnte am folgenden Morgen ungehindert den Rhein überqueren. Das schwäbische Aufgebot wurde in die Flucht geschlagen, und die Eidgenossen konnten bis zum Bodensee vordringen. Man geht von 400 bis 500 Toten aus, die meisten wohl auf schwäbischer Seite.
Die genaue Lokalisierung des Gefechts ist unklar. Früher gängig war die Bezeichnung "Schlacht bei St. Wolfgang" in Verbindung mit der abgegangenen Kapelle St. Wolfgang nördlich des Dorfes.